# رابطة مصنعي ميدي
رابطة مصنعي ميدي (بالإنجليزية: MIDI Manufacturers Association)‏ (MMA) هي منظمة غير ربحية تعمل فيها الشركات على إنشاء معايير ميدي تحرص على التوافق بين منتجات ميدي. أسس المطورون الأصليون لمواصفات ميدي 1.0 سنة 1983 الرابطة الأمريكية سنة 1985، ومن ذلك الحين أنتجت الرابطة 11 مواصفات جديدة و 38 مجموعة من التطويرات على ميدي.

## روابط خارجية
- رابطة مصنعي ميدي
- مقابلة مع الرئيس Tom White NAMM Oral History Library, January 27, 2013.